# Гилл, Дэвид Алан
Дэ́вид Ала́н Гилл (англ. David Alan Gill; родился 5 августа 1957 года в Рединге, Англия) — британский футбольный администратор, в настоящее время — вице-президент Футбольной ассоциации Англии. Ранее был  исполнительным директором «Манчестер Юнайтед» и вице-председателем управленческого комитета «G-14» до самороспуска организации.

## Карьера
Уроженец Рединга, Гилл получил диплом бухгалтера-эксперта в Бирмингемском Университете и устроился на работу в «Price Waterhouse» в 1981 году. Проработав два года в Сан-Франциско, он покинул компанию в 1986 году и перешёл в «BOC Group», в департамент корпоративных финансов. В 1990 году Гилл перешёл в компанию «Avis Rent a Car System», в которой осуществил сделку по продаже европейского лизингового бизнеса компании «GE Capital» за $1 млрд в августе 1992 года. Впоследствии работал финансовым директором компании «Proudfoot PLC», всемирной компании по управленческому консалтингу, после работал на Лондонской фондовой бирже, а также в «First Choice Holidays», третьем по размеру британским туроператоре. В 1997 году перешёл на работу в футбольный клуб «Манчестер Юнайтед».

### Манчестер Юнайтед
Гилл перешёл в «Манчестер Юнайтед» на должность финансового директора. В августе 2000 года он был повышен в должности до заместителя исполнительного директора клуба, сохраняя при этом за собой пост финансового директора. В июле 2001 года финансовым директором «Манчестер Юнайтед» был назначен Ник Хамби, поэтому Гилл вновь был повышен в должности до управляющего директора, что позволило ему сконцентрироваться на управлении повседневными бизнес-операциями (взаимодействие со спонсорами, маркетинг, развитие бизнеса, финансовые услуги, установление цен на билеты и абонементы, управление собственностью и проч.).
В сентябре 2003 года, после ухода из клуба бывшего исполнительного директора Питера Кеньона в «Челси», Гилл был назначен исполнительным директором «Манчестер Юнайтед».
Гилл также был вице-председателем управленческого комитета ныне несуществующей «G-14», организации ведущих европейских футбольных клубов.
20 февраля 2013 года Дэвид Гилл сообщил, что по окончании сезона Английской Премьер-лиги 30 июня 2013 года покинет пост исполнительного директора клуба «Манчестер Юнайтед».

### Футбольная ассоциация
2 июня 2006 года Гилл был избран в совет директоров Футбольной ассоциации, заменив на этом посту Дэвида Дина из «Арсенала».
После вступления в должность Гилл заявил, что он рад возможности работать с другими членами совета директоров ФА. Одним из первых разбирательств, в которых Гилл принял участие в новой должности, стал конфликт «Манчестер Юнайтед» и руководства сборной Англии по поводу травмы стопы Уэйна Руни и его возможного участия на чемпионате мира. По ряду источников, Гилл является одним из фаворитов на пост исполнительного директора ФА, который в данный момент занимает Брайан Баруик.

### FIFA
- 1 июня 2015. В знак протеста против выбора Блаттера на новый срок отказался занять предложенное ему место в исполкоме FIFA [1].

## Личная жизнь
У Гилла трое детей: сыновья Адам и Оливер и дочь Джессика. Оливер подписал профессиональный контракт с клубом «Манчестер Юнайтед».